# Erik Ramsby
Erik Ramsby (født 4. marts 1905 i Maribo, død 13. oktober 1993) var en dansk civilingeniør, erhvervsleder og atlet medlem af Akademisk Idrætsforening.
Ramsby var søn af maskinmester P.C.V. Ramsby (død 1928) og hustru Marie f. Nielsen (død 1946). Han blev student fra Gammel Hellerup Gymnasium 1922 og cand.polyt. 1927 og derefter i 1928 ansat i FLSmidth & Co. A/S, han blev prokurist i FLSmidt 1940 og underdirektør 1945 og kast. direktør 1947 og direktør året efter. Han var tillige prokurist i Cement Investments fra 1942 og direktør i F. L. S. Overseas A/S fra 1952.
Han var medlem af Industrirådet fra 1946 til 1971, formand for dettes eksportudvalg og dets repræsentant i Eksportkreditrådet 1960-71, medlem af Dansk Standardiseringsråd 1950-71, af forretningsudvalget for Sammenslutningen af Arbejdsgivere inden for Jern- og Metalindustrien og af hovedbestyrelsen for Dansk Arbejdsgiverforening 1959-71 samt formand for Foreningen af Fabrikanter i Jernindustrien i København i København 1965-71. Han var Ridder af 1. grad af Dannebrogordenen.
I sin ungdom var Ramsby en af Danmarks bedste sprinter og vandt DM på 200 meter 1923.
Erik Ramsby er lillebror til arkitekten Svend Ramsby.

## Danske mesterskaber
- Bronze 1927 100 meter ?
- Sølv 1925 200 meter 23,4 +1 meter (cirka 23,5-23,6)
- Bronze 1925 100 meter ?
- Guld 1923 200 meter 22,7
- Sølv 1923 100 meter 10,9 +1 meter (cirka 11,0-11,1)